# Älska mig lite
Älska mig lite (Live a Little, Love a Little) är en amerikansk filmkomedi från 1968, regisserad av Norman Taurog. Elvis Presley spelar huvudrollen som fotografen Greg Nolan. Filmen är baserad på boken Kiss My Firm But Pliant Lips skriven av Dan Greenburg. Älska mig lite blev den sista film som Norman Taurog någonsin regisserade.
Elvis far Vernon Presley och vän Red West spelar statistroller och hans hund Brutus spelade hunden "Albert".

## Handling
Greg Nolan (Elvis Presley) är fotograf. En flicka (Michele Carey) blir besatt av Greg, till och med så mycket att han förlorar både sitt hem och sitt arbete. Han får snart två nya arbeten, som fotograf vid två företag i samma byggnad. Cheferna vet dock inte om det och när de delar hiss uppstår problem.

## Soundtrack
- Almost in Love
- Wonderful World
- Edge Of Reality
- A Little Less Conversation

## Medverkande
- Elvis Presley - Greg Nolan
- Michele Carey - Bernice
- Don Porter - Mike Lansdown
- Rudy Vallée - Penlow
- Dick Sargent - Harry
- Sterling Holloway - Mjölkbud
- Celeste Yarnall - Ellen
- Eddie Hodges - Bud
- Joan Shawlee - Robbies mor
- Mary Grover - Miss Selfridge

## Premiärdatum
Filmen hade premiär 23 oktober 1968. Den hade svensk premiär 18 augusti 1969.